# Badischer Schachverband
Der Badische Schachverband e. V. (BSV) ist ein Landesverband des Deutschen Schachbundes und die Organisation der Schachspieler im badischen Teil Baden-Württembergs. Er wurde am 8. Mai 1910 gegründet und hat seinen Sitz in Karlsruhe.

## Organisation
Der Verband wird von einem Präsidium geführt, dem der Präsident als Vorsitzender, drei Vizepräsidenten (darunter der Vizepräsident für Finanzen), der Schriftführer, der Sportdirektor, der Leiter des Pressewesens/Öffentlichkeitsarbeit und die 1. Vorsitzende der Schachjugend Baden angehören.
Als weiteres satzungsmäßiges Organ existiert das Erweiterte Präsidium, das aus dem Präsidium selbst und weiteren, größtenteils durch das Präsidium berufenen und vom Verbandstag bestätigten Funktionsträgern sowie den Bezirksleitern der 11 Schachbezirke besteht.
Bezirke sind (01) Mannheim, (02) Heidelberg, (03) Odenwald, (04) Karlsruhe, (05) Pforzheim, (06) Mittelbaden, (07) Ortenau, (08) Freiburg, (09) Hochrhein, (10) Schwarzwald und (11) Bodensee.
Der Verbandstag, das oberste Organ des BSV, tritt einmal jährlich zusammen und wählt die Mitglieder des Präsidiums für jeweils drei Jahre. Stimmrecht im Verbandstag haben die Mitglieder des Erweiterten Präsidiums und die Delegierten der Bezirke.

## Spielbetrieb
Im Turnierschach ist die oberste Spielklasse die unter der zweiten Schachbundesliga Süd eingeordnete Oberliga. Darunter befinden sich seit der Ligenstrukturreform in der Spielzeit 2012/13 zwei Verbandsligen, vier Landesligen und acht Bereichsligen.
Unterhalb der Bereichsligen ist der Spielbetrieb der Bezirke mit den Bezirksligen als oberste Spielklasse gegliedert. Mit der Spielzeit 2017/18 ist die Bezirksliga Odenwald unterhalb der Bezirksliga Heidelberg eingeordnet.
Die Ligenstrukturreform 2012 beendete die Gliederung in sechs Regionen mit je einer Landes- und einer Bereichsliga. Seither sind die Bezirke keiner bestimmten Bereichsliga mehr zugeordnet und die Mannschaftseinteilung erfolgt nach geographischen Gesichtspunkten ohne Rücksicht auf Bezirkszugehörigkeit.
Neben dem für alle Altersklassen offenen Turnierbetrieb gibt es außerdem eigene Ligen der Senioren und der Schachjugend.
In der 1. Schach-Bundesliga ist der Badische Schachverband in der Spielzeit 2018/19 mit dem deutschen Meister OSG Baden-Baden, dem SV 1930 Hockenheim und dem SC Viernheim vertreten.

## Bekannte badische Schachspieler

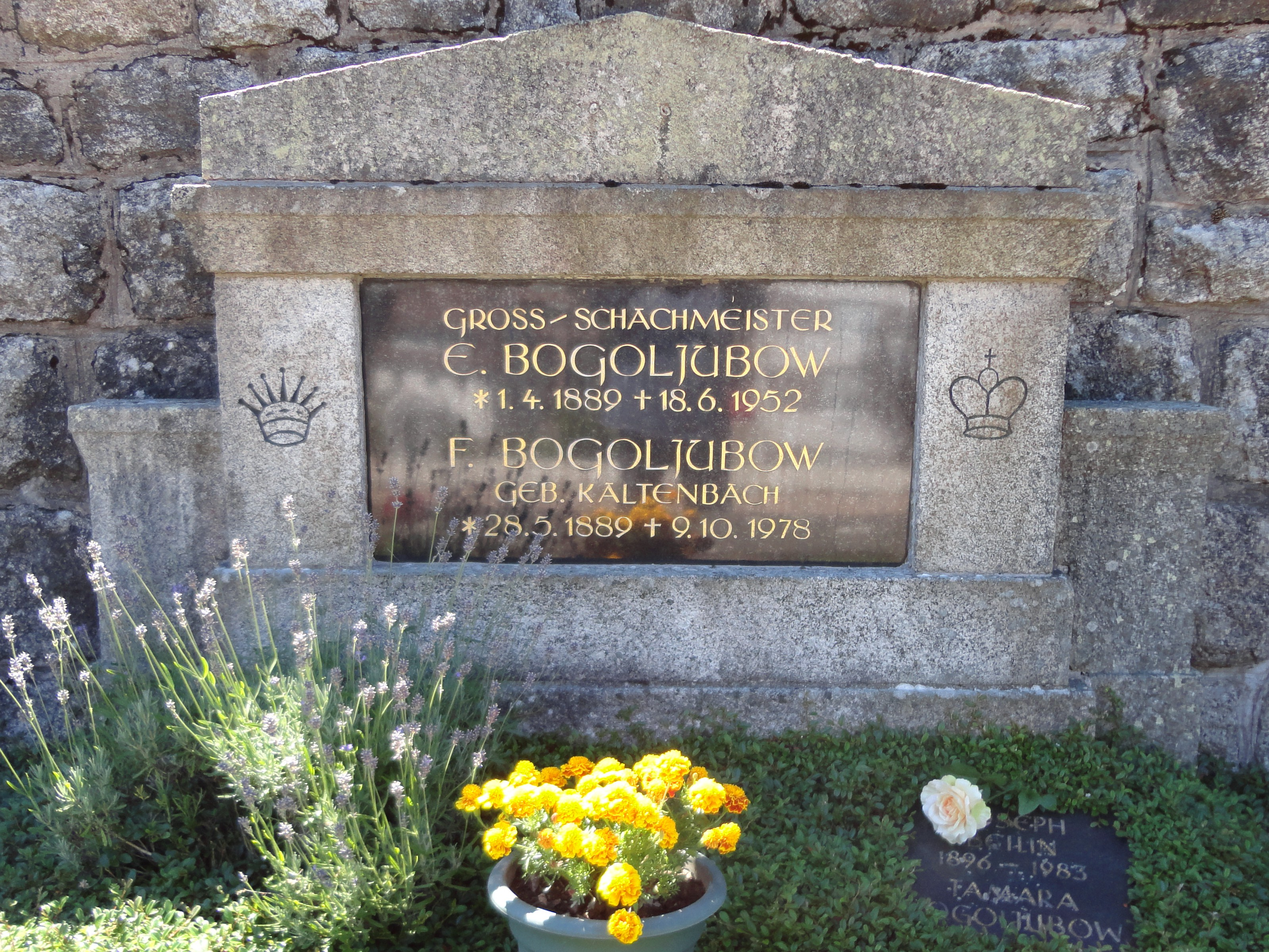
Grabmal von Efim Bogoljubow auf dem Friedhof (Feld F) in Triberg (Schwarzwald)

Unter den an der Wertungszahl gemessenen 100 besten Spielern des BSV finden sich bekannte Schachspieler wie der amtierende Schachweltmeister Magnus Carlsen, Vizeweltmeister Fabiano Caruana und Ex-Weltmeister Viswanathan Anand, die bei der Ooser Schachgesellschaft Baden-Baden 1922 (OSG Baden-Baden) die Rangliste anführen.
Großmeister Efim Bogoljubow war von 1948 bis zu seinem frühen Tod Mitglied im Freiburger Schachklub von 1887, dessen damaliger Vorsitzende Friedrich A. Stock unter anderem sein Grabmal in Triberg stiftete.

## 1. Vorsitzende
- 1910–1921: Wilhelm Gudehus
- 1921–1931: Max Rheiner
- 1931–1933: Theo Weissinger
- 1933–1938: Herbert Kraft
- 1938–?: Professor Köbele
- 1946–1951: Werner Lauterbach
- 1951–1952: Karl Blümmel
- 1952–1954: Karl Weinspach
- 1954–1969: Albert Reinbold
- 1969–1981: Alfred Weber
- 1981–1983: Gerhart Seiter

## Präsidenten

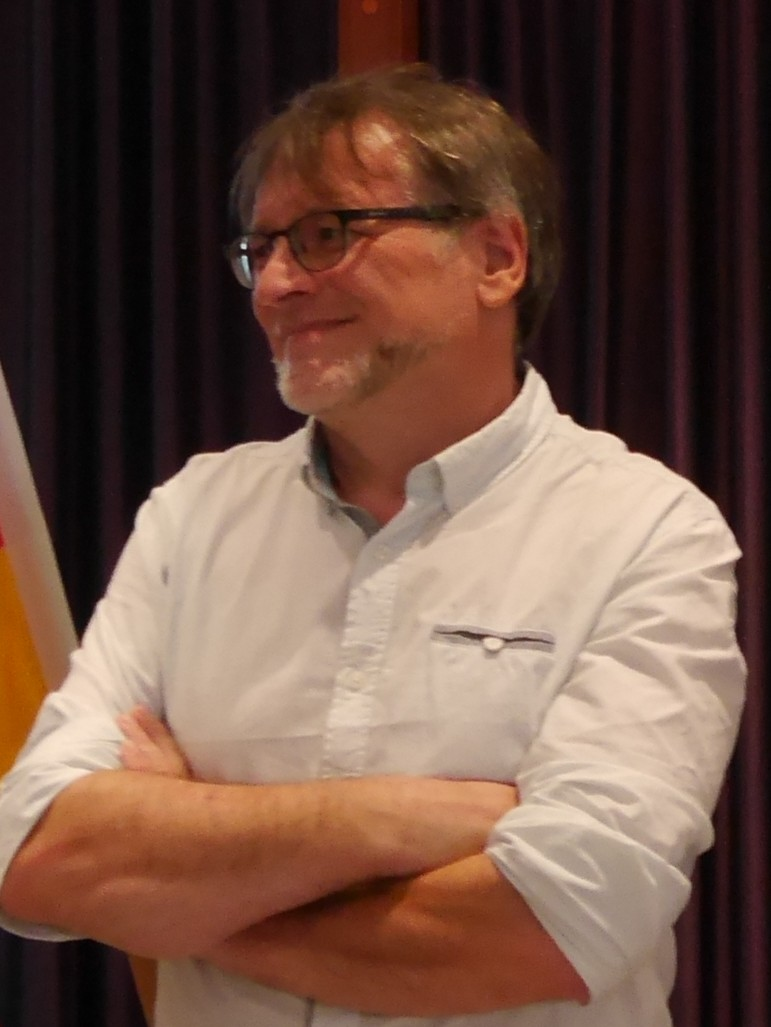
Uwe Pfenning, Dresden 2016

- 1983–1994: Gerhart Seiter
- 1994–2004: Eberhard Beikert
- 2004–2012: Fritz Meyer
- 2012–2024: Uwe Pfenning
- Seit 2024: Christoph Mährlein

## Länderkämpfe Baden – Elsass seit 1953
Seit 1953 trägt der Badische Schachverband Länderkämpfe mit dem Elsass aus, wobei der Austragungsort zwischen Elsass und Baden abwechselt. Hierbei wird Wert gelegt auf eine gute Mischung von Meistern, Jugendlichen, Senioren und Frauen.
| Nr. | Jahr | Ort             | Ergebnis    | Nr. | Jahr | Ort            | Ergebnis    | Nr. | Jahr | Ort          | Ergebnis    |
| --- | ---- | --------------- | ----------- | --- | ---- | -------------- | ----------- | --- | ---- | ------------ | ----------- |
| 1   | 1953 | Kehl            | 6,5 : 7,5   | 2   | 1955 | Straßburg      | 11,5 : 6,5  | 3   | 1957 | Baden-Baden  | 10,5 : 5,5  |
| 4   | 1959 | Freiburg        | 12,5 : 4,5  | 5   | 1960 | Rappoltsweiler | 14 : 6      | 6   | 1961 | Masmünster   | 42 : 15     |
| 7   | 1962 | Endingen        | 17,5 : 10,5 | 8   | 1964 | Rosheim        | 17,5 : 10,5 | 9   | 1966 | Neumühl      | 21,5 : 12,5 |
| 10  | 1968 | Staffelfelden   | 19 : 11     | 11  | 1971 | Kehl           | 33 : 18     | 12  | 1973 | Gambsheim    | 15,5 : 9,5  |
| 13  | 1976 | Freiburg        | 23,5 : 7,5  | 14  | 1980 | Zähringen      | 22,5 : 9,5  | 15  | 1981 | Bennwihr     | 21 : 13     |
| 16  | 1982 | Kehl            | 21,5 : 12,5 | 17  | 1983 | Obernai        | 18 : 15     | 18  | 1984 | Hörden       | 24,5 : 9,5  |
| 19  | 1986 | Hartmannswiller | 25,5 : 8,5  | 20  | 1987 | Kuppenheim     | 24 : 10     | 21  | 1988 | Ungersheim   | 19 : 15     |
| 22  | 1989 | Lahr            | 21,5 : 12,5 | 23  | 1990 | Schlettstadt   | 16 : 18     | 24  | 1991 | Horben       | 22 : 10     |
| 25  | 1992 | Sulz/Oberelsass | 18,5 : 15,5 | 26  | 1993 | Haltingen      | 16 : 16     | 27  | 1994 | Schlettstadt | 22,5 : 9,5  |
| 28  | 1995 | Ettenheim       | 21,5 : 10,5 | 29  | 1996 | Hœnheim        | 22 : 10     | 30  | 1997 | Rheinstetten | 17,5 : 14,5 |
| 31  | 1998 | Bischwiller     | 15,5 : 16,5 | 32  | 1999 | Pforzheim      | 22 : 10     | 33  | 2000 | Mülhausen    | 22,5 : 11,5 |
| 34  | 2001 | Forst           | 15,5 : 16,5 | 35  | 2002 | Hagenau        | 19,5 : 12,5 | 36  | 2003 | Neumühl      | 19,5 : 12,5 |
| 37  | 2004 | Schlettstadt    | 15 : 17     | 38  | 2006 | Brombach       | 21 : 12     | 39  | 2007 | Schlettstadt | 19,5 : 12,5 |
| 40  | 2008 | Bühl            | 22 : 10     | 41  | 2009 | Breitenbach    | 16 : 16     | 42  | 2010 | Neumühl      | 15,5 : 16,5 |
| 43  | 2011 | Gambsheim       | 21 : 11     | 44  | 2012 | Endingen       | 13 : 19     | 45  | 2013 | Wittelsheim  | 8 : 24      |
| 46  | 2014 | Hockenheim      | 17 : 15     | 47  | 2015 | Straßburg      | 14,5 : 17,5 | 48  | 2016 | Zähringen    | 18,5 : 13,5 |
| 49  | 2017 | Straßburg       | 12,5 : 19,5 | 50  | 2018 | Karlsruhe      | 25,5 : 6,5  | 51  | 2019 | Sélestat     | 16 : 16     |
| 52  | 2020 |                 |             |     |      |                |             |     |      |              |             |